# مكتبة زايد المركزية
مكتبة زايد المركزية هي مكتبة وطنية في العين، الإمارات العربية المتحدة. تأسست عام 1977 كواحدة من المكتبات الأكاديمية لجامعة الإمارات العربية المتحدة، افتتت لعامة الناس في عام 2016، وتضم مجموعة تزيد عن 100 ألف كتاب للقراء من جميع الفئات العمرية، وهي أكبر مكتبة عامة في المدينة. وتشرف عليها دائرة الثقافة والسياحة في أبو ظبي.

## خلفية
تأسست مكتبة زايد المركزية عام 1977 في عهد الشيخ زايد كمكتبة أكاديمية تابعة لجامعة الإمارات العربية المتحدة في العين عقب افتتاح الأخيرة عام 1976. كغيرها من المكتبات الأكاديمية، اعتمدت مكتبة زايد المركزية نظام تصنيف ديوي العشري، وكانت أعمال الفهرسة والخدمة العامة تتم يدويا.
وبدأت الجامعة بتحديث المكتبة في التسعينيات من خلال جعلها عمادة المكتبات الجامعية وإدخال أنظمة متكاملة آلية لتلبية متطلبات البحث وتحويل مقتنياتها إلى قاعدة بيانات ثنائية اللغة باللغتين العربية والإنجليزية.
وبحلول عام 2002، أكملت المكتبة إعادة تصنيف جميع موادها ومصادرها بما يتوافق مع مكتبة الكونجرس الأمريكية. وفي عام 2015، أعلنت دائرة الثقافة والسياحة في أبو ظبي عن تحويل المكتبة إلى مكتبة عامة بحلول عام 2016 عندما أعلن الرئيس الشيخ خليفة عام 2016 عاماً للقراءة. وفي أعقاب تفشي جائحة فيروس كورونا-19 في البلاد، أغلقت دائرة الثقافة والسياحة في أبو ظبي جميع المكتبات العامة في مارس 2020، بما في ذلك مكتبة زايد المركزية وأعيد فتحها بسعة ثلاثين بالمائة فقط في نوفمبر 2020. في عام 2021، وبعد رفع قيود فيروس كورونا (كوفيد-19) في المدينة، استضافت الجامعة معرض العين للكتاب لمدة تسعة أيام في الفترة ما بين 21 و30 سبتمبر.